# Yasunari Hirai
Yasunari Hirai (em japonês:  平井 康翔, Hirai Yasunari; Abiko, 2 de abril de 1990) é um maratonista aquático japonês.

## Carreira

### Rio 2016
Hirai competiu nos 10 km masculino nos Jogos Olímpicos de Verão de 2016 ficando na oitava colocação.